# Королевский футбольный союз Нидерландов
Королевский футбольный союз Нидерландов (нидерл. Koninklijke Nederlandse Voetbal Bond (KNVB)) — организация, осуществляющая контроль и управление футболом в Нидерландах. Союз контролирует сборные команды Нидерландов, организует проведение национального чемпионата в первом и втором дивизионах, а также в многочисленных любительских лигах, проводит розыгрыш национального кубка, носящего название KNVB beker. Штаб-квартира союза расположена в городе Зейст.
Союз был основан 8 декабря 1889 года и был одной из организаций, основавших ФИФА в 1904 году.